# Bandtofsvaktel
Bandtofsvaktel (Philortyx fasciatus) är en fågel i familjen tofsvaktlar inom ordningen hönsfåglar.

## Utseende
Bandtofsvakteln är en oansenligt brunfärgad vaktelliknande fågel med relativt lång stjärt. På huvudet syns en mörkare tofs, strupen är ljus och dess undre stjärttäckare är bandade i svart och vitt. Ungfågeln är vitstreckad till en början men efter ruggning vid åtta till tolv veckors ålder får den en fjäderdräkt som liknar den vuxna fågeln, bortsett från nästan svartaktigt i ansiktet och på strupen. Först efter 16 till 20 veckor får den en helt adultliknande dräkt.

## Utbredning och systematik
Fågeln förekommer i torra områden i västra Mexiko, från sydvästra Jalisco till sydöstra Guerrero, Morelos och Puebla). Den placeras som enda art i släktet Philortyx och behandlas som monotypisk, det vill säga att den inte delas in i några underarter.

## Levnadssätt
Bandtofsvakteln är stannfågel i torrt busklandskap, men ibland även in i betes- och jordbruksmarker, från havsnivå till omkring 1800 meters höjd. Den ses vanligen i grupper om ett dussin fåglar upp till ett 30-tal. Fågeln är skygg och rör sig sällan långt från skyddande växtlighet. När den störs tenderar den att springa undan snarare än ta till vingarna. Vid eventuellt uppflog sprider sig individerna i gruppen åt olika håll för att möjligen förvirra predatorer.

### Föda och häckning
Arten livnär sig på olika sorters frön, rötter, knoppar och insekter, med högre inslag av de senare när den matar sina ungar. Häckning sker mellan augusti och september. Den lägger cirka fem ägg i ett bo fodrat med gräs, ibland delvis försett med ett tak. Äggen ruvas i cirka 22 dagar.

## Status och hot
Arten har ett rätt stort utbredningsområde och en stabil populationsutveckling. Utifrån dessa kriterier kategoriserar IUCN arten som livskraftig (LC).